# Ripriska
Ripriska (Lactarius salicis-reticulatae) är en svampart som beskrevs av Kühner 1975. Ripriska ingår i släktet riskor och familjen kremlor och riskor.  Arten är reproducerande i Sverige. Inga underarter finns listade i Catalogue of Life.

## Bildgalleri